# فرانک روله
فرانک روله (انگلیسی: Frank Rühle؛ زادهٔ ۵ مارس ۱۹۴۴) قایقران روئینگ اهل آلمان شرقی بود.
وی در مسابقات کشوری و بین‌المللی در مجموع برندهٔ ۶ مدال طلا شده‌است.